# Manu del Moral
Manu del Moral Fernandez, noto semplicemente come Manu (Jaén, 25 febbraio 1984), è un ex calciatore spagnolo, di ruolo attaccante.

## Carriera

### Club

#### Atlético Madrid
Nato a Jaén, in Andalusia, Manu del Moral inizia a giocare a calcio nelle giovanili del locale Real Jaén, prima di essere prelevato dall'Atlético Madrid nel 2001. Dopo un anno con la squadra riserve, nel 2003 si trasferisce in prestito al Recreativo de Huelva, in seconda serie, dove vi rimane per un anno e mezzo. Tornato nella capitale, Manu esordisce con la casacca dell'Atlético il 22 dicembre 2005 nel match di Liga perso 2-1 a Pamplona contro l'Osasuna. Termina la stagione con altri quattro gettoni con la maglia dei Colchoneros, soprattutto partendo dalla panchina.

#### Getafe
Nell'estate 2006 si accasa al Getafe e il 22 ottobre seguente segna la sua prima rete in Liga, nella vittoria per 2-1 sul Recreativo, sua ex squadra. A fine stagione raggiunge la finale di Coppa del Re (persa contro il Siviglia) e diventa il secondo miglior marcatore stagionale del Getafe con otto reti, dietro solo al bomber Güiza. Nella stagione seguente il club raggiunge un'altra finale di coppa nazionale e finisce ai quarti di finale in Coppa UEFA.
Nel 2008-2009 l'arrivo di Roberto Soldado lo fa relegare a ruolo di comprimario, anche se comunque scende in campo 29 volte, soprattutto nella posizione di ala. Il 14 marzo 2011 segna una doppietta e un autogol in soli 25 minuti, nel pareggio casalingo per 2-2 contro l'Athletic Bilbao. A fine anno i suoi nove gol stagionali sono utili al raggiungimento di una sofferta salvezza. Con 37 reti è, assieme a Jaime Mata, il miglior marcatore del Getafe in massima serie spagnola.

#### Siviglia
Il 23 maggio 2011 passa per 4 milioni di euro al Siviglia, con cui firma un quadriennale. Data la partenza dell'esterno Diego Capel e la fase calante di Frédéric Kanouté, del Moral riesce a ritagliarsi un ruolo importante nell'attacco andaluso, andando a segno dieci volte in 34 gare di campionato. Nel 2012-2013 tuttavia il suo minutaggio e il suo rendimento calano (una sola rete in 22 presenze).

## Palmarès

### Nazionale
- Giochi del Mediterraneo: 1

 2005